# Bech (Bergisch Gladbach)
Bech ist ein Ortsteil im Stadtteil Asselborn von Bergisch Gladbach.

## Geschichte
Bech ist eine mittelalterliche Siedlungsgründung, die das Urkataster südlich vom Büchelterhof führt. Dort trägt die Verbindungsstraße von Bech nach Herkenrath in ihrem historischen Verlauf die Bezeichnung Weg von Hohnbach nach Büchel und Bech. In der Herkenrather Kirchenbankordnung von 1630 wurde der Hof unter der Bezeichnung „das guit in der bech“ aufgeführt. Bis 1905 entwickelte sich die Hofstelle zu einem kleinen Weiler mit sieben Gebäuden und 28 Einwohnern. Der Siedlungsname Bech leitet sich von dem germanischen „bakja“ bzw. dem althochdeutschen „bah“ und dem mittelhochdeutschen „bechel/bechelin“ (= kleiner Bach) ab. Gemeint ist damit der Asselborner Bach, der weiter nördlich die Asselborner Mühle angetrieben hat.
Die Topographia Ducatus Montani des Erich Philipp Ploennies, Blatt Amt Porz, belegt, dass der Wohnplatz 1715 als Hof kategorisiert wurde und mit Bech bezeichnet wurde. Bech gehörte zu dieser Zeit zur Honschaft Herkenrath.
Unter der französischen Verwaltung zwischen 1806 und 1813 wurde das Amt Porz aufgelöst und Bech wurde politisch der Mairie Bensberg  im Kanton Bensberg zugeordnet. 1816 wandelten die Preußen die Mairie zur Bürgermeisterei Bensberg im Kreis Mülheim am Rhein.
Der Ort ist auf der Topographischen Aufnahme der Rheinlande von 1824 ohne Namen und auf der Preußischen Uraufnahme von 1840 als Bech verzeichnet. Ab der Preußischen Neuaufnahme von 1892 ist er auf Messtischblättern regelmäßig als Bech oder ohne Namen verzeichnet.
Aufgrund des Köln-Gesetzes wurde die Stadt Bensberg mit Wirkung zum 1. Januar 1975 mit Bergisch Gladbach zur Stadt Bergisch Gladbach zusammengeschlossen. Dabei wurde auch Bech Teil von Bergisch Gladbach. Bech gehörte seit altersher zur katholischen Pfarre Herkenrath.

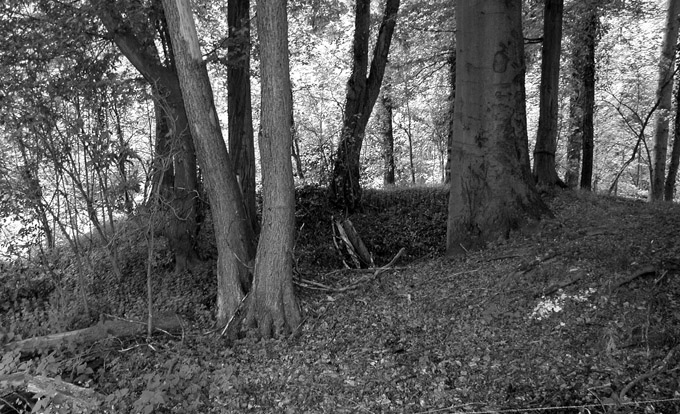
Pinge des Luftschachtes

| Jahr | Einwohner | Wohn- gebäude | Kategorie |
| ---- | --------- | ------------- | --------- |
| 1871 | 39        | 6             | Hofstelle |
| 1885 | 28        | 6             | Ortschaft |
| 1895 | 33        | 6             | Ortschaft |
| 1905 | 28        | 7             | Ortschaft |

## Bergbau
Ungefähr 300 m westlich von Bech und rund 300 m nordöstlich von Breitenweg lag in einem nach Nordwesten abfallenden Hang die Grube Wilhelminenzeche. Von ihr sieht man hier noch eine Pinge des Luftschachtes, den man zur Bewetterung des darunter liegenden Wilhelminen-Stollens abgeteuft hatte. Es handelt sich um ein eingetragenes Bodendenkmal.